# Palazzo Bassi

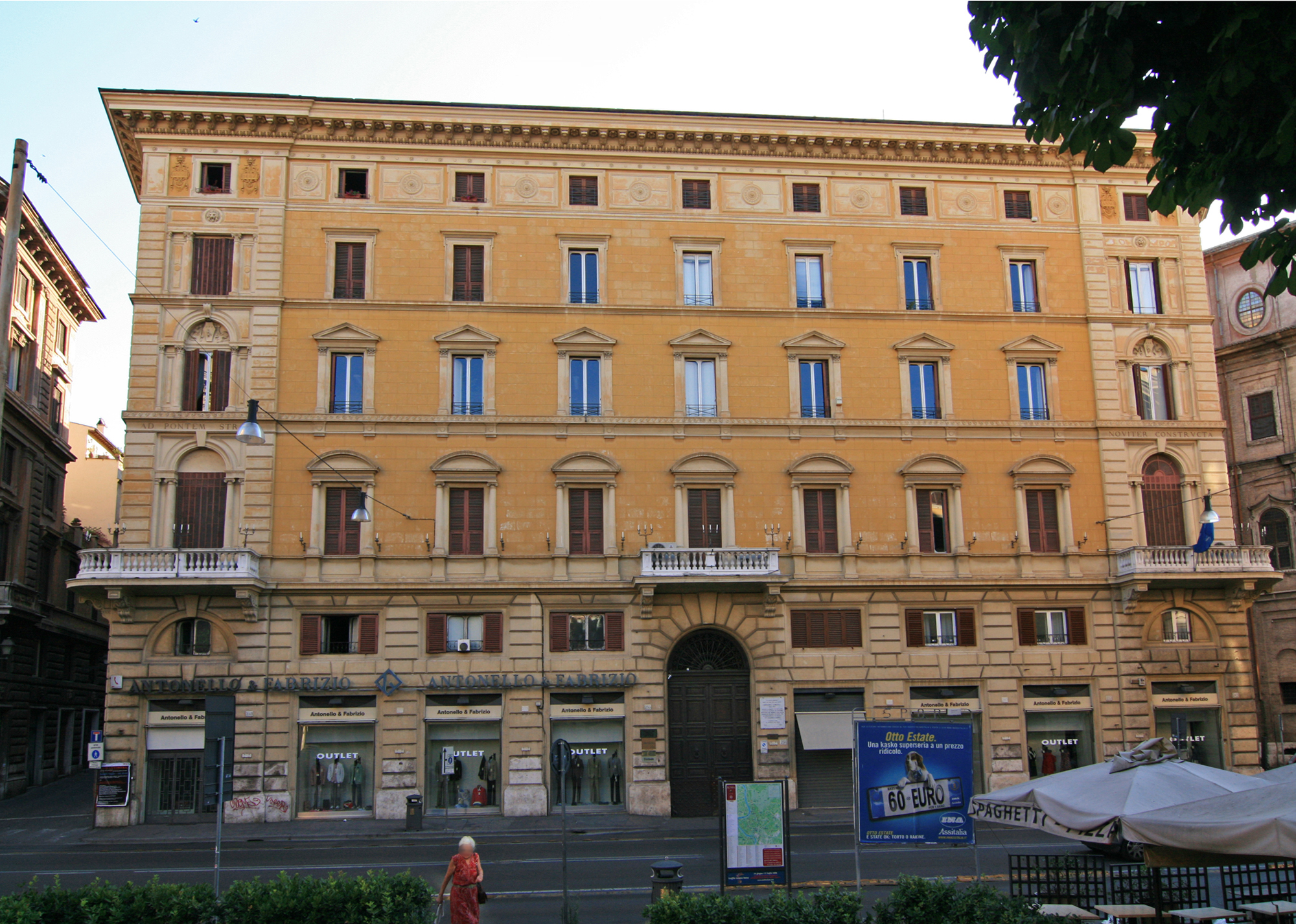
Vista da fachada a partir da Piazza Sforza Cesarini.

Palazzo Bassi é um palácio localizado no número 251 do Corso Vittorio Emanuele II, no rione Ponte de Roma, entre o Vicolo Sforza Cesarini e a Via dei Filippini e de frente para a Piazza Sforza Cesarini.

## História e descrição
O Palazzo Bassi foi construído entre 1886 e 1887 pelo arquiteto Giulio Podesti para a família Bassi. Ele se apresenta em três pisos, um mezzanino abaixo do beiral e outro acima do piso térreo, no qual se abre um portal em arco com uma bela grade em ferro forjado fechando o arco superior. O portal é flanqueado por quatro portas de serviço atualmente modificadas para abrigar pequenos comércios. Destacam-se ainda varandas no piso nobre, centralmente e nas esquinas, janelas com tímpanos nas primeiras duas ordens, cornijas marcapiano e ricas decorações entre as pequenas janelas abaixo do beiral. Dos lados, nas esquinas, a linha de pequenas janelas entre as lesenas rusticadas é caracterizada por um jogo de arcos e colunas. O ático acima do beiral apresenta mais janelas em arco e mantém a harmonia do edifício, de estilo compacto.